# Reynel Montoya
José Reynel Montoya Jaramillo (San Vicente, 19 novembre 1959) è un ex ciclista su strada colombiano.
Professionista tra il 1984 ed il 1991, conta la vittoria di tre campionati nazionali.

## Carriera
Corridore con caratteristiche di scalatore, ottenne come principali successi da professionista tre campionati colombiani (1987, 1988 e 1989), tre tappe al Clásico RCN (1989 e 1990) e una tappa alla Vuelta a Colombia nel 1989. Partecipò a quattro edizioni del Tour de France, due della Vuelta a España, una del Giro d'Italia e due campionati del mondo.

## Palmarès
- 1983

Classifica generale Vuelta a Antioquia
- 1986

Classifica generale Vuelta a Antioquia
- 1987

Classifica generale Vuelta a Antioquia
Classifica generale Vuelta a Cundinamarca
Campionati colombiani, in linea
- 1988

Campionati colombiani, in linea
- 1989

1ª tappa Clásico RCN
4ª tappa Clásico RCN
4ª tappa Vuelta a Colombia
Campionati colombiani, in linea
- 1990

1ª tappa Clásico RCN
Classifica generale Clásica del Quindio

## Piazzamenti

### Grandi Giri
- Giro d'Italia

1985: 45º
- Tour de France

1985: 41º
1986: 15º
1990: 37º
1991: 58º
- Vuelta a España

1986: ritirato (5ª tappa)
1988: fuori tempo massimo (7ª tappa)

### Competizioni mondiali
- Mondiali su strada

Ronse 1988 - In linea: ritirato
Chambéry 1989 - In linea: ritirato